# Alpe di Neggia
L'Alpe di Neggia est un col de montagne à 1 394 m d'altitude. Il relie le village de Vira, en Suisse, au village de Maccagno en Italie. La col ne marque pas la frontière entre les deux pays ; celle-ci est située sur le versant sud du col, après le village d'Indemini.

## Domaine skiable
Au passage du col, un téléski d'une longueur de 420 m gravit le flanc est du Monte Gambarogno jusqu'à l'altitude de 1 530 m et dessert une piste de ski alpin. Il remplace une précédente installation construite en 1952, légèrement plus en aval côté suisse. Une auberge et une installation pour débutants complètent cet équipement.